# Chagrin Falls
Chagrin Falls is een plaats (village) in de Amerikaanse staat Ohio, en valt bestuurlijk gezien onder Cuyahoga County.

## Demografie
Bij de volkstelling in 2000 werd het aantal inwoners vastgesteld op 4024.
In 2006 is het aantal inwoners door het United States Census Bureau geschat op 3739, een daling van 285 (-7,1%).

## Geografie
Volgens het United States Census Bureau beslaat de plaats een oppervlakte van
5,5 km², waarvan 5,4 km² land en 0,1 km² water. Chagrin Falls ligt op ongeveer 285 m boven zeeniveau.

## Plaatsen in de nabije omgeving
De onderstaande figuur toont nabijgelegen plaatsen in een straal van 8 km rond Chagrin Falls.

## Geboren in Chagrin Falls
- Lisa Banes (1955-2021), actrice